# Черноморие
Черноморски регион пренасочва насам.  За административната единица в Турция вижте Черноморски регион (Турция).
Черноморието е географска област в югоизточна Европа и югозападна Азия, обхващаща териториите около Черно море.
Понякога Черноморието се разделя на четири подобласти:
- Западно Черноморие – в Украйна (Южна Бесарабия), Румъния (Северна Добруджа), България (Българско Черноморие) и Турция (Източна Тракия)
- Южно Черноморие – в Турция (главно Черноморски регион)
- Източно Черноморие – в Грузия и Русия (Краснодарски край)
- Северно Черноморие – в Украйна

Черноморският регион е един от най-динамично развиващите се региони в света и е пресечна точка на икономически, геополитически, енергийни и други интереси. Регионът отдавна не се възприема като европейска периферия, а като обединяващо звено на оста Каспийско море – Черно море – Европа. Значението му за глобални сили като САЩ и Европейския съюз се предопределя от тяхната все по-нарастваща потребност от диверсификация на енергийните доставки, с цел намаляване на зависимостта от енергоносителите, добивани в Персийския залив и Русия.
Черноморският регион е стратегически важен по няколко причини. Първо, една част от държавите в този регион (Русия, Азербайджан) са основни доставчици на енергоносители не само за съседите си, но и за цяла Европа. Второ, други държави като Украйна, Турция, България, са транзитиращи страни на енергоносители и в това си качество са също субекти на световния енергийния пазар. Повечето държави от региона са и значителни потребители на енергийни ресурси.
През 2009 г. на държавите от региона се пада над 14 % от световния износ на суров петрол и 21 % от световния износ на природен газ. Същественият дял на Черноморието в доставките на енергоносители се дължи най-вече на Руската федерация, която е крупен производител и доставчик на природен газ и нефт. Делът на Русия в световния добив на петрол през 2009 г. е 12 %, а в световния износ на суровината – над 13 %. Още по-внушително е участието на Руската федерация в световния износ на природен газ – държавата е реализирала 20 % от доставките в световен мащаб през 2009 г. Очаква се страната да запази водещата си роля в газовите доставки, тъй като тя притежава близо 27 % от резервите на природен газ в света.
Друг важен износител на енергоресурси от региона е Азербайджан. Въпреки че делът му в световния износ за 2009 г. е несравнимо по-малък от този на Русия (1,5 % за петрола и 1 % за природния газ), държавата е напът да се превърне в ключов доставчик за планираните алтернативни газопреносни маршрути към Европа. Участието на страната в проекта на ЕС за т.нар. „Южен газов коридор“ и в частност в проекта за газопровода „Набуко“ повишава нейното стратегическо значение за енергийната сигурност на Стария континент и за намаляване на зависимостта му от газовите доставки от Русия.
През страните от Черноморския регион преминават голяма част от доставките на газ за цяла Европа. Около 80 % от европейския импорт на газ, който идва от Русия, преминава транзитно през Украйна. Газ се транспортира и по дъното на Черно море – по тръбопровода „Син поток“ от Русия за Турция. Голямо е и значението на региона за доставките на петрол. През последното десетилетие Черно море се превръща в световен енергиен коридор, като през неговата акватория се превозват над 40 % от петролните доставки за ЕС и около 6 % от световните доставки на тази суровина. Понастоящем нефт в региона се транспортира по няколко тръбопровода, както и с танкери от руските нефтени терминали в Новоросийск и Туапсе и грузинското Супса през акваторията на Черно море и проливите.
През Черноморския регион се предвижда да преминават и бъдещите маршрути на мащабни проекти за алтернативни доставки на газ за Европа като „Южен поток“ и др. Все повече ще нараства и ролята на региона за пренос на суров петрол по маршрути, заобикалящи Черноморските проливи. През последните години Босфорът и Дарданелите се превърнаха в пренатоварено трасе за пренос на нефт, заплашващо прилежащите територии с екологична катастрофа. За да се предотврати тази опасност е изграден петролопроводът „Баку-Тбилиси-Джейхан“ и са планирани алтернативни маршрути чрез тръбопроводите „Самсун-Джейхан“ и „Бургас-Александруполис“.
Освен в производството, износа и трансфера на енергоносители, Черноморският регион има немалко участие и в потреблението на енергийни ресурси в световен мащаб. През 2010 г. общото потребление на петролни продукти за региона съставлява близо 6 % от световното, като с най-голям дял в потреблението се отличава Русия (3,5 %). Сравнително големи консуматори на петролни продукти в региона са и Турция, Гърция и Украйна. Значителен е и делът на Черноморския регион в потреблението на природен газ – 18 % от световното потребление за 2009 г. Тук отново основен дял има Руската федерация с цели 15 %. Значими потребители, макар и с много по-малък дял (по 1 % от световното потребление) са Украйна и Турция.